# Gebiidea
Infra-ordre
Synonymes
- Thalassinida[2]
- Thalassinidea Latreille, 1831[2]
- Thalassinoidea Latreille, 1831[2]
- Thalassinida Sakai, 2011[1]

Gebiidea est un infra-ordre de crustacés décapodes.
Ce groupe remplace en bonne partie l'ancien clade des Thalassinidea (en comprenant notamment la famille Thalassinidae). 

## Liste des super-familles
Selon World Register of Marine Species (10 décembre 2014) :
- famille Axianassidae Schmitt, 1924
- famille Laomediidae Borradaile, 1903
- famille Thalassinidae Latreille, 1831
- famille Upogebiidae Borradaile, 1903

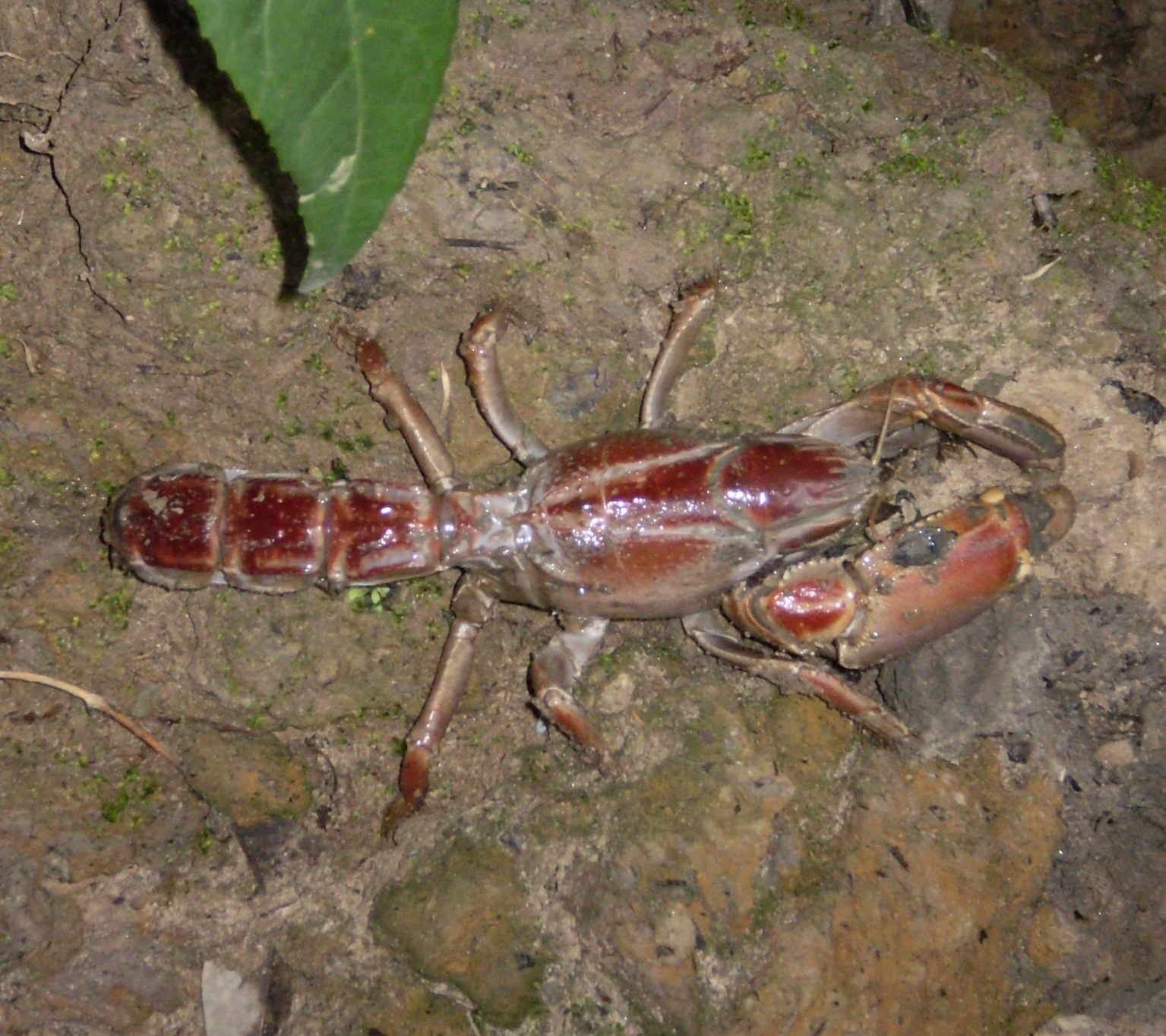
Thalassina anomala (Thalassinidae)
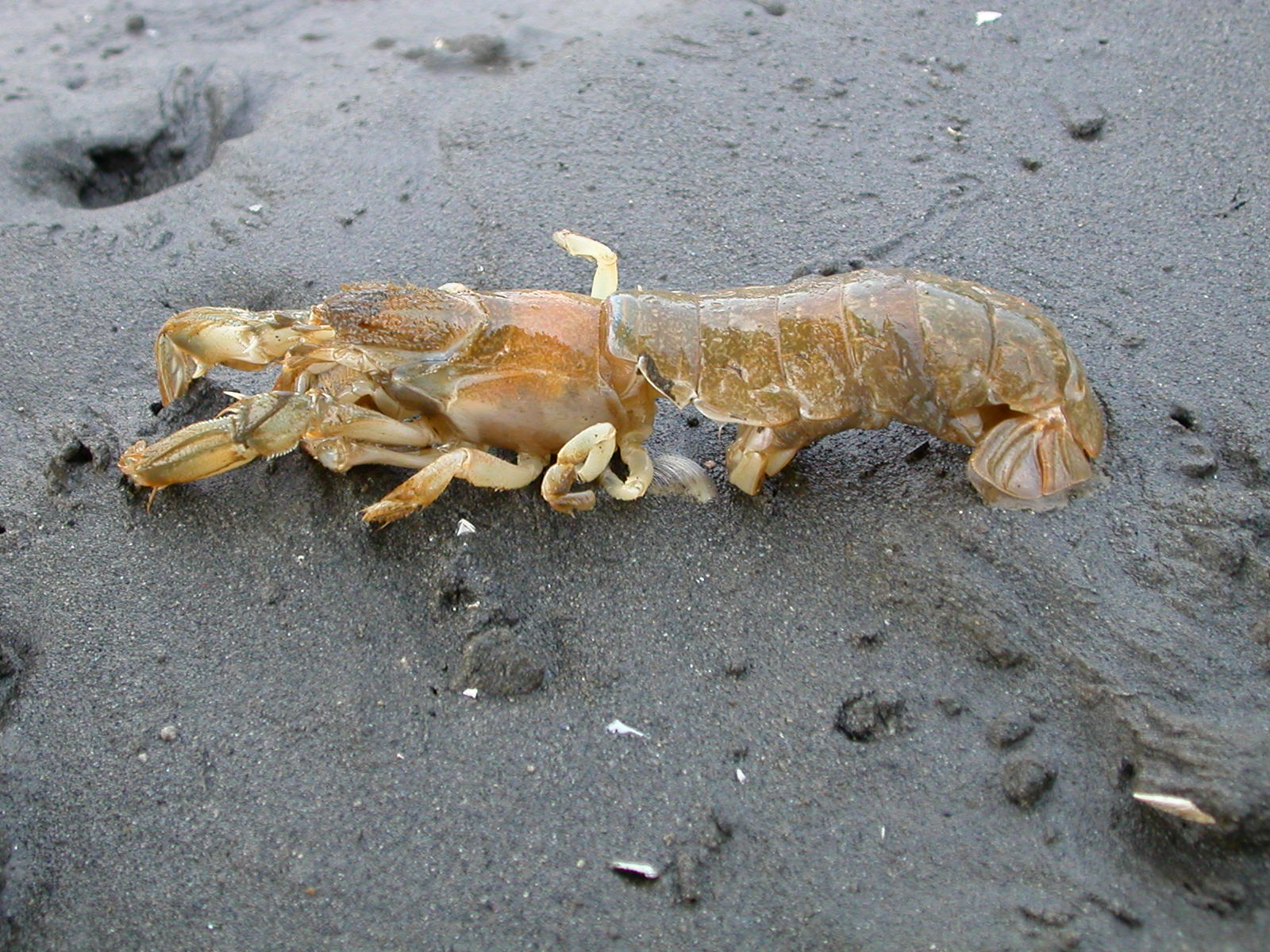
Upogebia major (Upogebiidae)